# Поліське (Чернігівський район)
Полі́ське — село в Україні, у Остерській міській громаді Чернігівського району Чернігівської області.  Населення становить 138 осіб (2014). До 2020 року орган місцевого самоврядування — Остерська міська рада.

## Населення

### Мова
Розподіл населення за рідною мовою за даними перепису 2001 року:
| Мова       | Кількість | Відсоток |
| ---------- | --------- | -------- |
| українська | 185       | 95.85%   |
| російська  | 8         | 4.15%    |
| Усього     | 193       | 100%     |

## Історія
Село засноване 1650 року як хутір Вовча Гора. Вперше згадується у переписній книзі Малоросійського приказу (1666). Також наведено відомості про 6 жителів хутору:
|  | Мартынко Окулов, у него вол. Θедка Пакрышен, у него 2 вола да лошадь. Матюшка Терешков сынъ Туровченко, у него вол. Матюшка Овдѣев сынъ Долгополенко, у него вол да лошадь. Олешко Микиθоров сынъ Туровченко, у него 2 вола да лошадь. Θедка Курбѣй, у него 2 вола. |

У 1958 році село Вовча Гора перейменовано в Поліське. 
12 червня 2020 року, відповідно до розпорядження Кабінету Міністрів України № 730-р «Про визначення адміністративних центрів та затвердження територій територіальних громад Чернігівської області», село увійшло до складу Остерської міської громади.
19 липня 2020 року, в результаті адміністративно-територіальної реформи та ліквідації Козелецького району, село увійшло до складу новоутвореного Чернігівського району Чернігівської області.